# Шапошников, Сергей Николаевич
Сергей Николаевич Ша́пошников (1911 — 1973) — советский оперный певец (баритон) и педагог. Народный артист РСФСР (1957).

## Биография
Родился 28 февраля (13) марта 1911 года в Мариуполе (ныне Донецкая область, Украина) на Екатерининской улице (ныне проспект Ленина) в доме № 33 в семье адвоката. Отец играл на скрипке, мать — на фортепиано, а Сергей пел. С 1932 года жил в Ленинграде.
В 1935 году окончил ЛГК имени Н. А. Римского-Корсакова (класс пения А. Н. Ульянова).
С 1935 года был ведущим солистом Ленинградского Малого театра оперы и балета (сейчас Михайловский театр), в котором служил более 40 лет.
Вёл большую концертную деятельность, исполнял романсы и песни П. И. Чайковского, А. Дворжака, А. А. Алябьева, А. Аренского, М. А. Балакирева, М. И. Глинки, А. С. Даргомыжского, С. В. Рахманинова, Н. А. Римского-Корсакова, вокальные циклы: «Далёкая юность» Ю. А. Шапорина, «Зимний путь» Ф. Шуберта, «Десять сонетов Шекспира» Д. Б. Кабалевского, «12 Персидских песен» А. Г. Рубинштейна, «Шесть романсов на стихи А. С. Пушкина» Г. В. Свиридова, «Пять романсов на слова Е. А. Долматовского» Д. Д. Шостаковича, «Любовь поэта» Р. Шумана, «Русский человек» и «Слова любви» В. Н. Волошинова, кантату «Песнь труда и мира» В. П. Чистякова, русские народные песни. Гастролировал за рубежом (Болгария, ГДР, Исландия, Швеция).
С 1947 года преподавал пение в ЛГК имени Н. А. Римского-Корсакова (с 1958 года доцент).
Умер 11 июля 1973 года. Похоронен в Ленинграде на Серафимовском кладбище.

## Награды и премии
- Сталинская премия второй степени (1951) — за исполнение Олега Кошевого в оперном спектакле «Молодая гвардия» Ю. С. Мейтуса
- заслуженный артист РСФСР (28.6.1951)[3].
- народный артист РСФСР (1957).

## Оперные партии
- «Евгений Онегин» П. И. Чайковского — Евгений Онегин
- «Травиата» Дж. Верди — Жермон
- «Севильский цирюльник» Дж. Россини — Фигаро
- «Тихий Дон» И. И. Дзержинского — Евгений Листницкий
- «Молодая гвардия» Ю. С. Мейтуса — Олег Кошевой
- «Кирилл Извеков» А. А. Чернова — Кирилл Извеков
- «Бесприданница» Д. Г. Френкеля — Паратов
- «Война и мир» С. С. Прокофьева — Андрей Болконский
- «Иоланта» П. И. Чайковского — Роберт